# Meridià 169 a l'est
El meridià 169 a l'est de Greenwich és una línia de longitud que s'estén des del pol Nord travessant l'oceà Àrtic, Àsia, l'oceà Índic, l'oceà Antàrtic, Australàsia i l'Antàrtida fins al pol Sud.
El meridià 169 a l'est forma un cercle màxim amb el meridià 11 a l'oest. Com tots els altres meridians, la seva longitud correspon a una semicircumferència terrestre, uns 20.003,932 km. Al nivell de l'Equador, és a una distància del meridià de Greenwich de 18.813 km.

## De Pol a Pol
Començant en el pol Nord i dirigint-se cap al pol Sud, aquest meridià travessa:
| Coordenades                               | País, territori o mar   | Notes |
| ----------------------------------------- | ----------------------- | --- |
| 90° 0′ N, 169° 0′ E / 90.000°N,169.000°E  | Oceà Àrtic              | |
| 74° 10′ N, 169° 0′ E / 74.167°N,169.000°E | Mar de Sibèria Oriental | |
| 69° 55′ N, 169° 0′ E / 69.917°N,169.000°E | Rússia                  | Districte autònom de Txukotka — Illa Aion |
| 69° 33′ N, 169° 0′ E / 69.550°N,169.000°E | Mar de Sibèria Oriental | Badia de Txàunskaia |
| 69° 8′ N, 169° 0′ E / 69.133°N,169.000°E  | Rússia                  | Districte autònom de Txukotka Krai de Kamtxatka — des de 63° 58′ N, 169° 0′ E / 63.967°N,169.000°E Districte autònom de Txukotka — des de 63° 23′ N, 169° 0′ E / 63.383°N,169.000°E Krai de Kamtxatka — des de 62° 57′ N, 169° 0′ E / 62.950°N,169.000°E |
| 60° 34′ N, 169° 0′ E / 60.567°N,169.000°E | Mar de Bering           | |
| 54° 10′ N, 169° 0′ E / 54.167°N,169.000°E | Oceà Pacífic            | |
| 14° 39′ N, 169° 0′ E / 14.650°N,169.000°E | Illes Marshall          | Atol Bokak |
| 14° 35′ N, 169° 0′ E / 14.583°N,169.000°E | Oceà Pacífic            | |
| 10° 3′ N, 169° 0′ E / 10.050°N,169.000°E  | Illes Marshall          | Atol Likiep |
| 9° 55′ N, 169° 0′ E / 9.917°N,169.000°E   | Oceà Pacífic            | Passa a l'est d'Ailinglaplap, Illes Marshall (a 7° 35′ N, 168° 58′ E / 7.583°N,168.967°E) · Passa a l'oest de l'illa de Kili, Illes Marshall (a 5° 38′ N, 169° 7′ E / 5.633°N,169.117°E) · Passa a l'est d'Ebon, Illes Marshall (a 4° 38′ N, 168° 46′ E / 4.633°N,168.767°E) · Passa a l'est de l'illa de Tikopia, Illes Salomó (a 12° 18′ S, 168° 51′ E / 12.300°S,168.850°E) |
| 18° 41′ S, 169° 0′ E / 18.683°S,169.000°E | Vanuatu                 | Illa d'Erromango |
| 18° 53′ S, 169° 0′ E / 18.883°S,169.000°E | Oceà Pacífic            | Passa a l'oest de l'illa de Tanna, Vanuatu (at 19° 27′ S, 169° 13′ E / 19.450°S,169.217°E) · Passa a l'est de l'Illa de Walpole, Nova Caledònia (at 22° 35′ S, 168° 57′ E / 22.583°S,168.950°E) |
| 43° 51′ S, 169° 0′ E / 43.850°S,169.000°E | Nova Zelanda            | Illa del Sud — passa a través del punt més meridional de l'illa, Punta Slope |
| 46° 40′ S, 169° 0′ E / 46.667°S,169.000°E | Oceà Pacífic            | Passa entre Hook Keys i l'illa Campbell, Nova Zelanda (a 52° 33′ S, 170° 0′ E / 52.550°S,170.000°E) |
| 60° 0′ S, 169° 0′ E / 60.000°S,169.000°E  | Oceà Antàrtic           | |
| 71° 24′ S, 169° 0′ E / 71.400°S,169.000°E | Antàrtida               | Dependència de Ross, reclamat per Nova Zelanda |
| 73° 29′ S, 169° 0′ E / 73.483°S,169.000°E | Oceà Antàrtic           | Mar de Ross |
| 77° 29′ S, 169° 0′ E / 77.483°S,169.000°E | Antàrtida               | Dependència de Ross, reclamat per Nova Zelanda |